# Eberhard Fuchs (Neurobiologe)
Eberhard Fuchs (* 1947 in München) ist ein deutscher Neurobiologe.
Fuchs studierte in München Biologie und Chemie und wurde 1977 an der Ludwig-Maximilians-Universität München bei Hansjochem Autrum  zum rer. nat. promoviert mit einer Dissertation über Stress bei den Tupaia. Anschließend war er sieben Jahre an der Universität Bayreuth und wechselte dann an das Deutsche Primatenzentrum in Göttingen, zuerst in der Abteilung Reproduktionsbiologie und ab 1990 in der Abteilung Neurobiologie. 1989 habilitierte er sich am Karlsruher Institut für Technologie, wurde dort 1996 Professor für Tierphysiologie und 2000 Professor für Tierphysiologie und ab 2003 für Neurobiologie an der Medizinischen Hochschule der Universität Göttingen.
Er untersuchte unter anderem Auswirkungen von Stress und Depressionen auf das Zentralnervensystem. Er fand bei Untersuchungen an Spitzhörnchen (Tupaias), dass sich auch bei Erwachsenen zum Beispiel im Gyrus dentatus im Hippocampus (wichtig für das Gedächtnis) ständig neue Nervenzellen bilden. Bei psychosozialem Stress nimmt die Neubildungsrate (Plastizität) dort nach den Forschungen von Fuchs ab und eine der Wirkungsmechanismen gängiger Antidepressiva ist nach Fuchs, dass diese die eingeschränkte Plastizität teilweise wiederherstellen.
2002 erhielt er den ersten Wissenschaftspreis: Gesellschaft braucht Wissenschaft.